# Coalition de Weimar

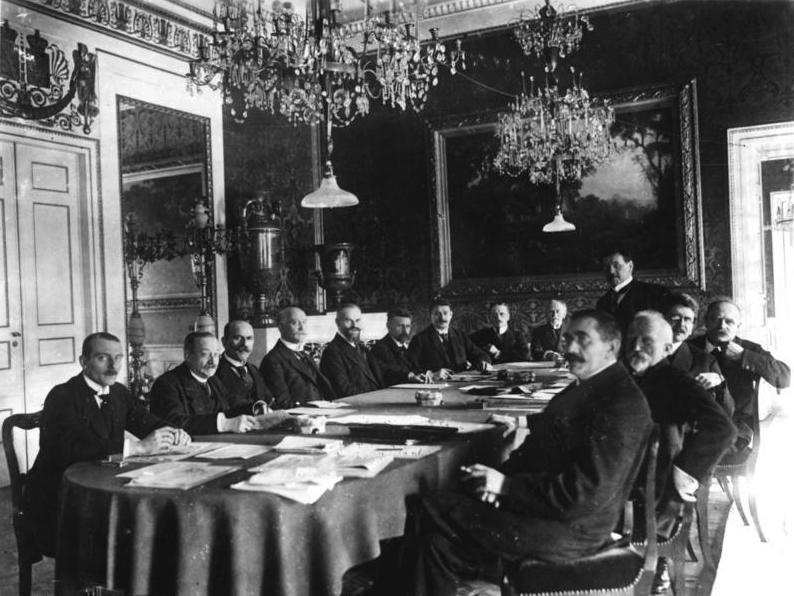
une des rares photo de la coalition de Weimar

La coalition de Weimar (Weimarer Koalition) était une coalition gouvernementale allemande réunissant sous la république de Weimar le Parti social-démocrate (SPD), les catholiques du Parti allemand du centre (DZP) et les libéraux centristes du Parti démocrate (DDP). Cette coalition fut parfois appelée « Volksblock »,,,,.
Elle exista au niveau du Reich dans les cabinets de Philipp Scheidemann, Gustav Bauer et Hermann Müller du 13 février 1919 au 8 juin 1920, et dans ceux de Joseph Wirth du 10 mai 1921 au 14 novembre 1922. Des coalitions similaires existèrent également en état libre de Prusse de 1919 à 1921 et de 1925 à 1932, et en république de Bade de 1919 à 1931.

## Histoire
Dans la dernière phase de la Première Guerre mondiale, les sociaux-démocrates, les catholiques et les libéraux coopèrent au Reichstag au sein de la commission intergroupe (Interfraktionelle Ausschuss).
Après la guerre, le Parti social-démocrate (SPD), le Zentrum et le Parti démocrate (DDP) disposent d’une large majorité à l’Assemblée nationale constituante élue en janvier 1919, avec 76,2 % des sièges. Ils forment ensemble le premier gouvernement du nouveau régime, avec le social-démocrate Philipp Scheidemann au poste de ministre-président du Reich, et leur accord permet la rédaction et l’adoption de la nouvelle Constitution du Reich.
L’élection du 1er Reichstag en juin 1920 voit un effondrement du DDP, qui tombe de 18,6 % des voix à 8,3 %, et du SPD, de 37,9 % à 21,6 %, tandis que le Zentrum passe de 19,7 % à 13,6 %. L’humiliation du traité de Versailles et la légende du coup de poignard dans le dos ont sapé la confiance dans les partis au pouvoir, tandis que l’action des Corps francs contre l’extrême gauche ont coupé le SPD d’une partie de son électorat.
Les partis qui défendent la république se retrouvent minoritaires au Reichstag, et le resteront jusqu’à la chute du régime, flanqués à gauche et à droite par des mouvements antidémocrates révolutionnaires ou réactionnaires. La coalition de Weimar est reformée du 10 mai 1921 au 14 novembre 1922 dans les cabinets Wirth I et II. Après 1922, les partis démocrates ne purent former des gouvernements qu’en intégrant des forces conservatrices, principalement le Parti populaire allemand (DVP) et le Parti populaire bavarois (BVP).